# Марджорі Фінлі
Марджорі Моленкамп, у шлюбі Моленкамп Фінлі (5 жовтня 1928 , Мемфіс, Теннессі  — 1 червня 2003 , Редінг, Пенсільванія ) — американська телеведуча та оперна співачка (колоратурне сопрано), що виступала з концертами в опері та клубах, гастролювала Південною Америкою та випустила альбом у Мексиці. Після перемоги на конкурсі талантів у 1950 році гастролювала в шоу радіомережі ABC Music With the Girls. Пізніше мала власну телевізійну програму і була ведучою El Show Pan-Americano в Пуерто-Рико.

## Життєпис та кар'єра
Марджорі Моленкамп народилася 5 жовтня 1928 року в Мемфісі, штат Теннессі (США), в родині Елмера Генрі Моленкампа з Сент-Чарльза, штат Міссурі, і Кори Лі Морроу з Арканзасу. Вона виросла в Сент-Чарльзі. Троє її прадідів по батьковій лінії були родом з Німеччини.
У 1948 році Моленкамп виступала у старшій школі Мексики як солістка у хорі «Lindenwood Vesper». Вона здобула ступінь бакалавра музики в університеті Лінденвуд у 1949 році. Моленкамп входила до професійного музичного братства Mu Phi Epsilon. Вона була співачкою на попконцерті симфонічного оркестру Сент-Луїса в Kiel Auditorium.

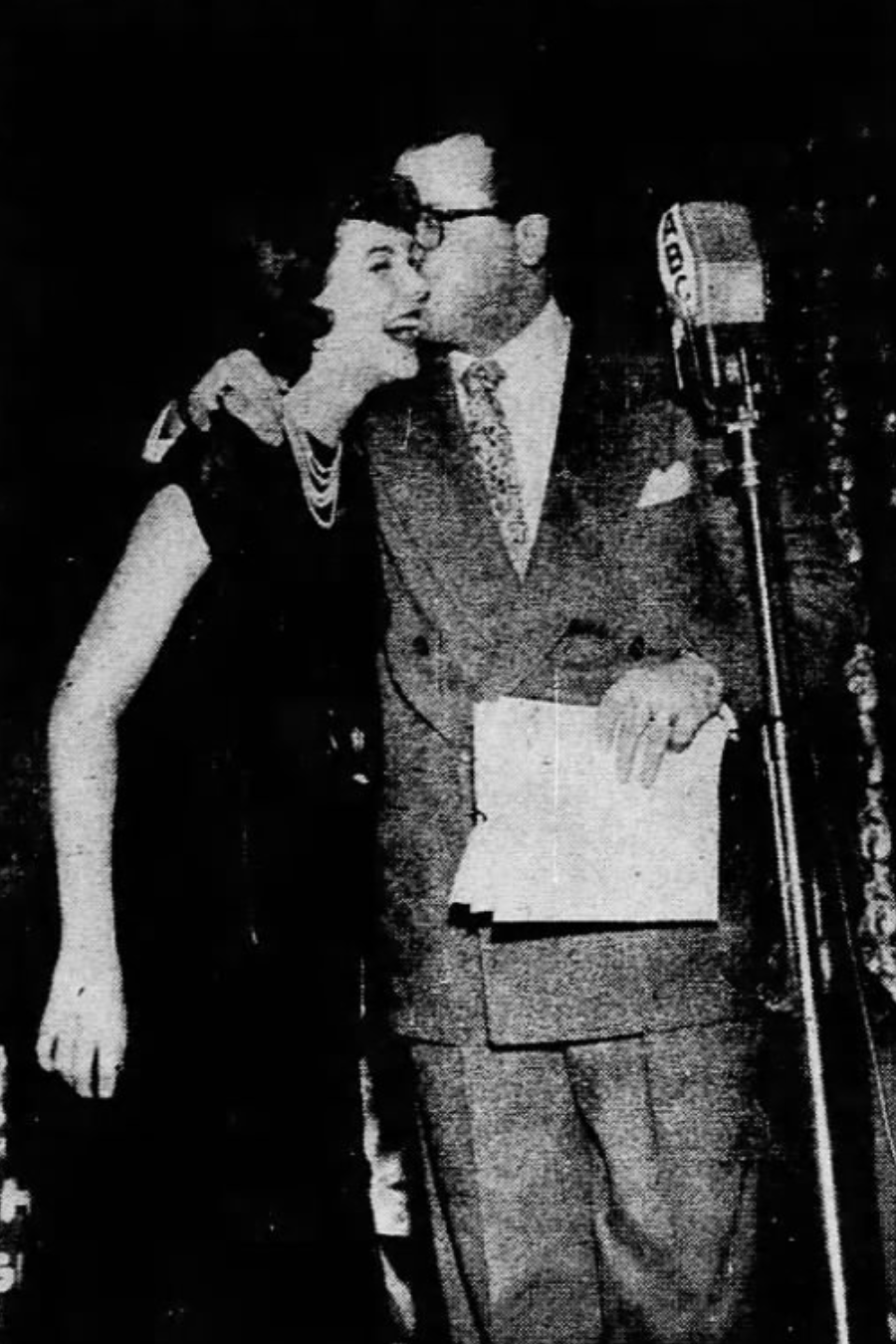
Моленкамп у лютому 1950 року після перемоги на конкурсі талантів ABC Music With the Girls

У 1950 році Моленкамп працювала реєстраторкою у Національному банку човнярів у Сент-Луїсі. Вона виграла конкурс талантів на телеканалі ABC Music With the Girls. Це дало їй місце на радіо, і вона гастролювала на мережевому радіошоу протягом 15 місяців. Влітку 1951 року Моленкамп навчалася в Беркширському музичному центрі, а потім у Нью-Йорку за порадою музиканта Едвіна МакАртура.
Вона одружилася з Робертом Фінлі, президентом «Raymond Construction Company», 22 березня 1952 року в Палм-Біч у штаті Флорида. Після одруження переїхала з чоловіком до Гавани на Кубі, де був розташований його офіс, а потім до Пуерто-Рико, через політичні заворушення. Згодом оселилися в Каракасі у Венесуелі, перш ніж повернутися до Сантурсе зі своїми дітьми. У Пуерто-Рико Фінлі мала власну телевізійну програму і виступала на концертах, операх і урочистих вечерях, включаючи двотижневе перебування в готелі Caribe Hilton.
Моленкамп Фінлі була церемоніймейстеркою для «El Show Pan-Americano» на APA-TV в Сантурсе. Вона брала активну участь у громадській музичній організації Pro Arte Society. Повідомляється, що її іспанська була достатньо «поганою», щоб бути смішною для своєї аудиторії. Її телешоу виходило шість ночей на тиждень протягом 17 місяців.
У 1962 році Моленкамп Фінлі виступила на концерті «Kiel Auditorium Pop Concert». На додаток до поп пісень у її виконанні були «Fanciulla È Sbocciato L'Amore» з Ластівки та «Фауста».
Марджорі Моленкамп Фінлі померла 1 червня 2003 року в Редінгу, штат Пенсільванія на 75-му році життя. 
Вона була бабусею по материнській лінії співачки та авторки пісень Тейлор Свіфт і її брата, актора Остіна Свіфта, а також тещею Скотта Кінгслі Свіфта. Тейлор Свіфт відзначила, що саме бабуся надихнула її на музичну кар'єру. У 2020 році Свіфт випустила пісню «Marjorie» зі свого дев'ятого студійного альбому Evermore; де Свіфт приписувала своїй бабусі бек-вокал, яка брала участь у запису треку.

## Нагороди та відзнаки
| Рік      | Назва                                                        | Примітки                                                                                                | Пос           |
| -------- | ------------------------------------------------------------ | --- | ------------- |
| 1949 рік | Стипендія 200 доларів США (equivalent to $2,278 в 2021 році) | Національний музичний конкурс, організований журналом Music News та Метрополітен-школою музики в Чикаго | [ 17 ] [ 10 ] |
| 1950 рік | Конкурс талантів у шоу мережі ABC Music With the Girls       | Переможниця                                                                                             | [ 7 ]         |
| 1961 рік | Видатна випускниця з почесною грамотою                       | Надана її альма-матер Lindenwood College                                                                | [ 18 ] [ 14 ] |
| 1962 рік | Почесна капітанка Національної гвардії Пуерто-Рико           | Гвардійці прозвали її «мадрина» (хрещена мати)                                                          | [ 12 ] [ 14 ] |